# Cryphia impar
Cryphia impar är en fjärilsart som beskrevs av W. Warren 1884. Cryphia impar ingår i släktet Cryphia och familjen nattflyn. Inga underarter finns listade i Catalogue of Life.